# Eudonia gressitti
Eudonia gressitti là một loài bướm đêm trong họ Crambidae.